# پوپک گلدره
پوپَک گُلدَره (۸ مرداد ۱۳۵۰ – ۲۷ فروردین ۱۳۸۵) بازیگر تئاتر، سینما و تلویزیون اهل ایران بود.

## زندگی

### ابتدای زندگی
وی با نام کامل پوپَک مرادعلی گُلدَره در ۸ مرداد ۱۳۵۰ در بیمارستان پاسارگاد، تهران به دنیا آمد.

### تحصیلات
او ابتدا در دبیرستان خیام و زیر نظر استاد درودی با بازیگری آشنا شد سپس با اخذ رتبه ۵۶ در کنکور دانشگاه سراسری، در رشته روان‌شناسی بالینی دانشگاه تهران پذیرفته شد و پایان‌نامه‌اش را در رشته تئاتر درمانی نوشت.

### دوره اول زندگی هنری
گلدره فعالیت هنری خود را با بازی در نمایش پل آغاز کرد و در سال ۱۳۷۵ در نماهنگ رؤیای زمین ظاهر شد.
او در سکانس‌هایی از مجموعه تلویزیونی «سرزمین سبز» به کارگردانی بیژن بیرنگ و مسعود رسام بازی کرد.

### سفر به آمریکا
گلدره در سال ۱۳۸۰ برای ادامه تحصیل به ایالات متحده آمریکا و نزد خواهرش رفت. او پس از حضوری موقت در خارج از کشور به ایران بازگشت.

### دوره دوم زندگی هنری

#### نرگس
او تنها در ۳۶ قسمت مجموعه تلویزیونی «نرگس» به کارگردانی سیروس مقدم بازی کرد. کارگردان و تهیه‌کننده بخاطر اینکه پوپک ۱۰ روز مقابل دوربین بود به او ۴۸ ساعت استراحت دادند و او هم در پاسخ‌شان گفته بود: می‌روم یک سری به دریا می‌زنم و می‌آیم.

...
«زمانی که پوپک گلدره تصادف و پس از شش ماه فوت کرد، چون سریال «نرگس» ملودرام بود و قصه غم‌انگیزی داشت، ما یک ماه وقت و فرجه پیدا کردیم تا خود را بازیابی کنیم»
از قسمت ۳۶ به بعد ستاره اسکندری جایگزین پوپک گلدره شد.
در قسمت سی و ششم، علاوه بر پخش آخرین حضور پوپک گلدره در این مجموعه، قسمتی به عنوان خداحافظی با او که شامل مصاحبه با خانواده و همکارانش است، پخش شد.
ستاره اسکندری، با حضور در سی سی یو بیمارستان مهر تهران از پوپک اجازه گرفت تا به جای وی ایفای نقش کند.
«من فقط برای این که راش‌های پوپک باقی بماند قبول کردم که در سریال «نرگس» بازی کنم و به همین خاطر ادامه کار را به عهده گرفتم. هنوز هم باورم نمی‌شود که پوپک از بین ما رفته‌است و احساس می‌کنم او یک امانتی دست من داد و رفت.»

### زندگی شخصی
امیر غفارمنش همسر سابق وی بود.

### تصادف و مرگ

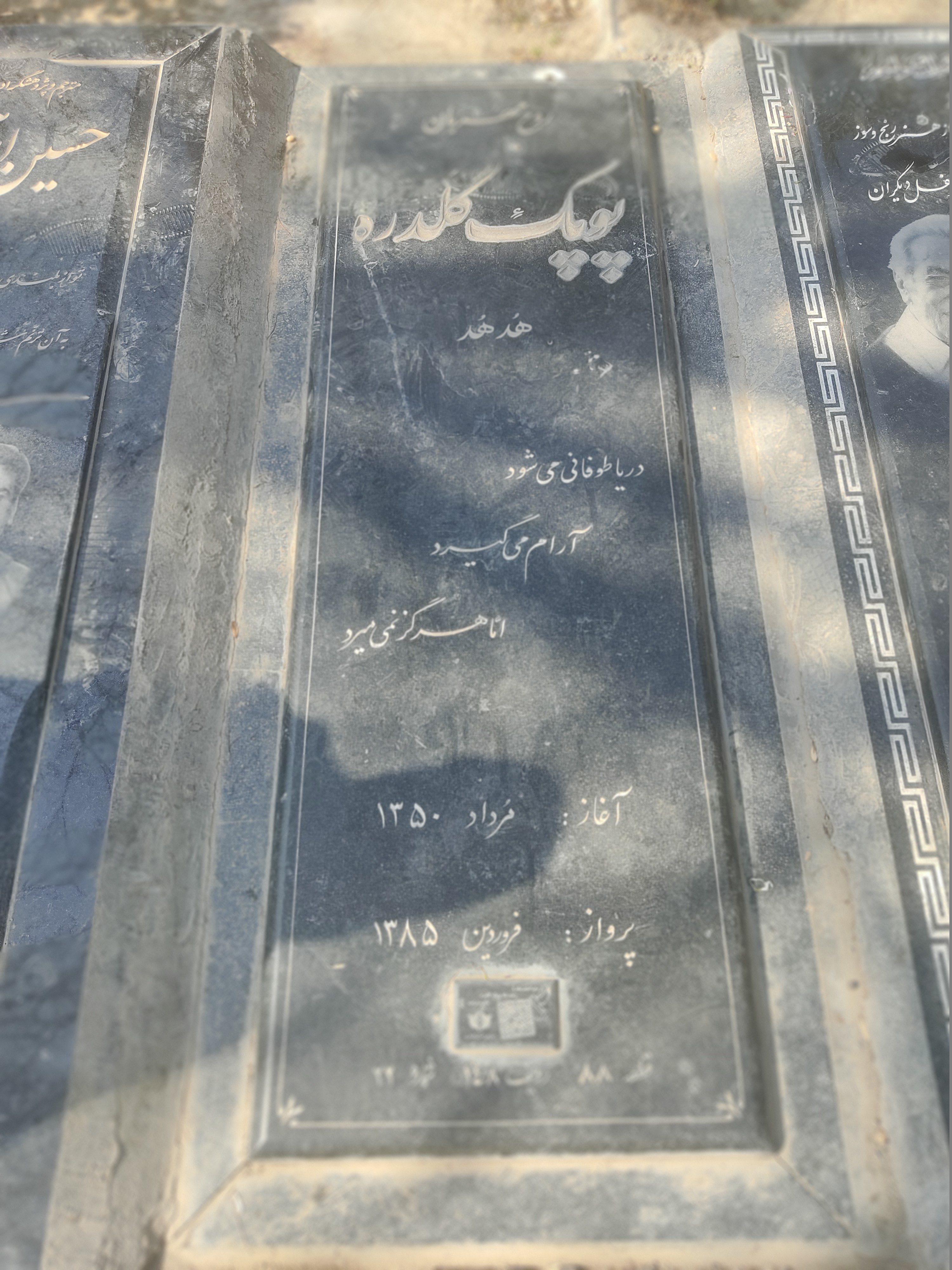
قبر پوپک گلدره در قطعه هنرمندان بهشت زهرا

گلدره در تاریخ دوشنبه شهریور ۱۳۸۴ در جاده نوشهر به نور -منطقه سیسنگان دچار حادثه رانندگی شد و به اغما فرورفت.
وی در حالی که مسافر یک خودروی پیکان بود، به دلیل انحراف به چپ راننده پیکان و برخورد مستقیم با یک پژو آردی، دچار ضربه مغزی شده و راهی بیمارستان ۱۷ شهریور شهرستان آمل می‌شود.
گلدره در عصر ۲۷ فروردین ۱۳۸۵ پس از ۸ ماه به‌سر بردن در اغما در بیمارستان مهر تهران در سن ۳۴ سالگی درگذشت. وی در قطعه هنرمندان بهشت زهرا به خاک سپرده شد.

## آثار

### سینمایی
| عنوان      | سال  | سمت    | کارگردان               | نقش  |
| ---------- | ---- | ------ | ---------------------- | ---- |
| رؤیای زمین | ۱۳۷۶ | بازیگر | فرشاد فرشته حکمت       | -    |
| موج مرده   | ۱۳۷۹ | بازیگر | ابراهیم حاتمی‌کیا       | سلما |
| آخر بازی   | ۱۳۷۹ | بازیگر | همایون اسعدیان         | نغمه |
| سیندرلا    | ۱۳۸۰ | بازیگر | بیژن بیرنگ، مسعود رسام | گلی  |

### تلویزیونی
| نام مجموعه       | سال  | کارگردان               | شبکه     | توضیحات |
| ---------------- | ---- | ---------------------- | -------- | ------- |
| ساعت خوش         | ۱۳۷۳ | مهران مدیری            | شبکه دو  |         |
| سال خوش          | ۱۳۷۴ | مهران مدیری            | شبکه دو  |         |
| سرزمین سبز       | ۱۳۷۵ | بیژن بیرنگ، مسعود رسام |          |         |
| سلام سلام        | ۱۳۷۶ | سید علی سمنانی         | شبکه دو  |         |
| غبار نور         | ۱۳۷۵ | محمدرضا اصلانی         | شبکه یک  |         |
| دنیای شیرین      | ۱۳۷۶ | بهروز بقایی            | شبکه یک  |         |
| دنیای شیرین دریا | ۱۳۷۷ | بهروز بقایی            | شبکه یک  |         |
| تلخ و شیرین      | ۱۳۸۲ | ابوالفضل امیدیان       | شبکه دو  |         |
| مروارید سرخ      | ۱۳۸۳ | مسعود رسام             | شبکه پنج |         |
| روح مهربان       | ۱۳۸۴ | امیر قویدل             | شبکه یک  | مریم    |
| نرگس             | ۱۳۸۴ | سیروس مقدم             | شبکه سه  | نرگس    |

### تئاتر
- «پل»
- تله تئاتر «زمستان ۶۶»

## جوایز و افتخارات
گلدره برای بازی در نمایش زمستان ۶۶ جایزه دومی بازیگری را از آن خود کرد.
او برای بازی در فیلم موج مرده ساخته ابراهیم حاتمی‌کیا نامزد جایزه بهترین بازیگر نقش اول زن شد.
وی برای بازی در فیلم «آخر بازی» ساخته همایون اسعدیان نامزد دریافت سیمرغ بلورین بهترین بازیگر نقش اول زن از نوزدهمین جشنواره فیلم فجر شد.